# David Kostelecký
David Kostelecký, född 12 maj 1975 i Brno, är en tjeckisk sportskytt.
Han tävlade i olympiska spelen 1996, 2000, 2008, 2012 samt 2016 och blev olympisk guldmedaljör i trap vid sommarspelen 2008 i Peking. Vid de olympiska skyttetävlingarna i Tokyo 2021 tog han en silvermedalj.